# Mesonerilla luederitzi
Mesonerilla luederitzi is een borstelworm uit de familie Nerillidae. Het lichaam van de worm bestaat uit een kop, een cilindrisch, gesegmenteerd lichaam en een staartstukje. De kop bestaat uit een prostomium (gedeelte voor de mondopening) en een peristomium (gedeelte rond de mond) en draagt gepaarde aanhangsels (palpen, antennen en cirri).
Mesonerilla luederitzi werd in 1949 voor het eerst wetenschappelijk beschreven door Remane.